# トム・ハーディ
トム・ハーディ（英語: Tom Hardy）、本名：エドワード・トーマス・ハーディ（Edward Thomas Hardy CBE, 1977年9月15日 - ）は、イギリスの俳優。

## 来歴

### 生い立ち
イングランドのロンドン出身。広告およびコメディ作家の父エドワード・ジョン・“チップス”・ハーディと、画家の母エリザベス・アンのもとに一人っ子として生まれ、Reed'sSchool、TowerHouseSchool、ロンドン・ドラマセンターなどで演劇を学んだ。

### キャリア
2001年にリドリー・スコット監督『ブラックホーク・ダウン』でハリウッドデビュー（Thomas Hardyの名前でクレジットされている）。映画のほか舞台俳優としても精力的に活動しており、2004年には舞台『In Arabia, We'd All Be Kings』でのパフォーマンスでローレンス・オリヴィエ賞にノミネートされた。
作品に恵まれない時期が続いたが、2010年の映画『インセプション』のイームス役で国際的に知名度をあげた。また、同年はじめにはフィリップ・シーモア・ホフマン監修の舞台『The Long Red Road』で主役を演じ、好評を博した。それらの成果を踏まえ、翌2011年2月の第64回英国アカデミー賞でライジング・スター賞を受賞する。
2012年公開の『ダークナイト ライジング』では悪役のベインに抜擢された。2013年、スティーヴン・ナイト監督の『オン・ザ・ハイウェイ その夜、86分』で主演を務める。

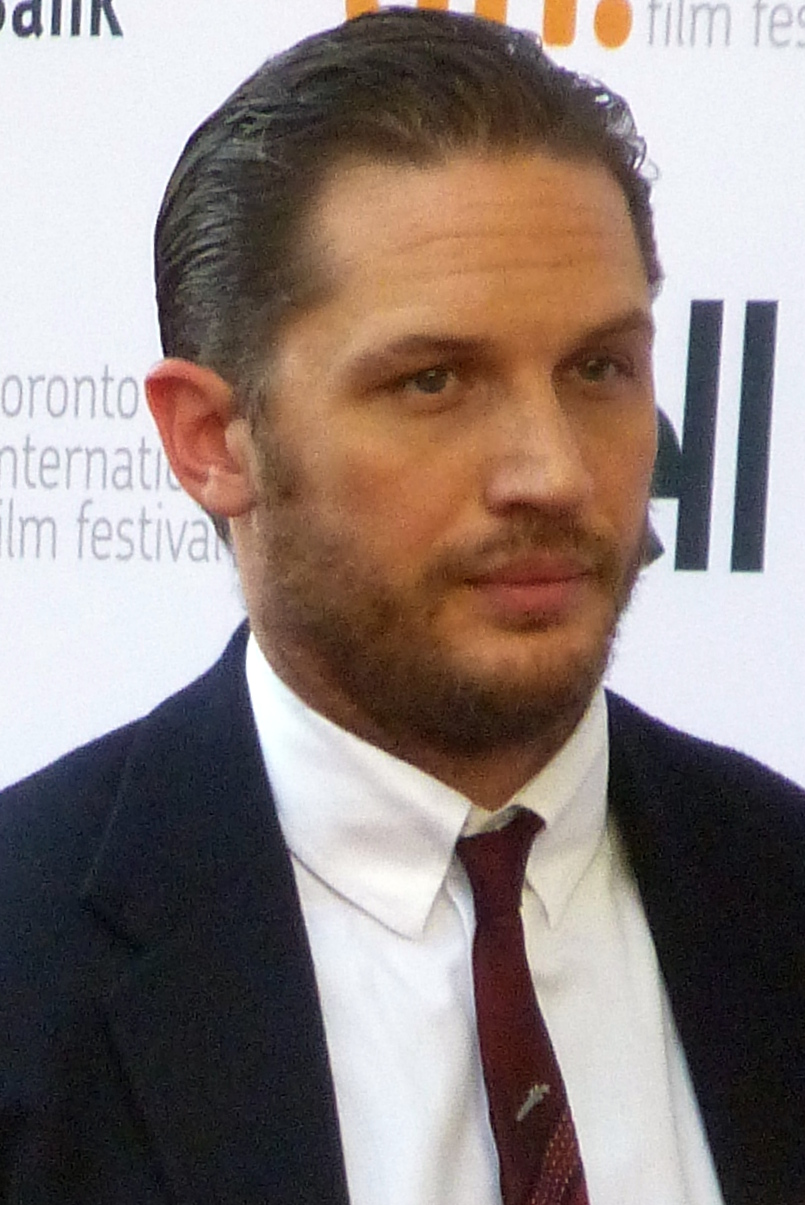
2014年9月、トロント映画祭

2015年には『マッドマックス 怒りのデス・ロード』で主役のマックス・ロカタンスキーを演じた。同年にはアレハンドロ・ゴンサレス・イニャリトゥ監督作品『レヴェナント：蘇えりし者』でアカデミー助演男優賞にノミネートされた。
2018年6月には俳優としての活動が評価され、大英帝国勲章第3位 CBEを叙勲した。

## 私生活
1999年にサラ・ウォードと結婚したが2004年に離婚。元恋人のレイチェル・スピードとの間に息子が1人いる。『嵐が丘』で共演した女優のシャーロット・ライリーと交際していたが、2011年に一度は別れ、2014年7月になって結婚している。2015年、第2子が誕生。
20代前半から半ばにかけて、アルコール中毒およびクラック・コカイン中毒と闘っていたが、現在は克服している。
以前Myspaceに開設していた自身のページに自分の下着姿を映した写真を多数投稿しており、2015年頃にその話題が蒸し返されて話題となるが、本人は「何も恥じていない」と語っている。
2010年のインタビューで男性とも性交渉を持ったことを明かしている。
2011年に公開された総合格闘技を扱った映画『ウォーリアー』への出演がきっかけでブラジリアン柔術を習い始めた。2022年9月、英国の柔術大会で41歳以上青帯の部で優勝して金メダルを獲得し、2023年3月にも柔術大会のノーギ部門で優勝した。
フェミニストとしても知られており、『マッドマックス 怒りのデス・ロード』のプロモーションで取材に応じた際に女性差別的な質問を受け、それにも女性を擁護する返答をしている。

## フィルモグラフィ
※役名の太字表記は主演。

### 映画
| 年   | 題名                                                                  | 役名                                            | 備考 | 吹替                                            |
| ---- | --------------------------------------------------------------------- | ----------------------------------------------- | --- | ----------------------------------------------- |
| 2001 | ブラックホーク・ダウン Black Hawk Down                                | ランス・トゥオンブリー特技下士官                | トーマス・ハーディ名義                                                                                                  | 佐藤晴男（ソフト版） 坪井智浩（テレビ東京版）   |
| 2002 | フランス外人部隊 アルジェリアの戦狼たち Simon: An English Legionnaire | パスカル・デュポン                              | 日本劇場未公開 | （吹替版なし）                                  |
| 2002 | ネメシス/S.T.X Star Trek: Nemesis                                     | シンゾン                                        | | 猪野学                                          |
| 2003 | Dot the i ドット・ジ・アイ dot the i                                  | トム                                            | 伊藤健太郎 |                                                 |
| 2003 | リーサルドーズ LD 50 Lethal Dose                                      | マット                                          | 日本劇場未公開 | 川島得愛                                        |
| 2003 | 仮面の真実 The Reckoning                                              | ストロウ                                        | 日本劇場未公開 | （吹替版なし）                                  |
| 2004 | EMR                                                                   | ヘンリー                                        | | N/A                                             |
| 2004 | レイヤー・ケーキ Layer Cake                                           | クラーキー                                      | 不明 |                                                 |
| 2005 | 大脱走 コルディッツ収容所 Colditz                                     | ジャック・ローズ                                | テレビ映画 | 不明                                            |
| 2005 | ナターシャの歌に Gideon's Daughter                                    | アンドリュー                                    | テレビ映画 |                                                 |
| 2006 | スウィーニー・トッド 悪魔の理髪師 Sweeney Todd                        | マシュー                                        | テレビ映画 | （吹替版なし）                                  |
| 2006 | ミノタウロス Minotaur                                                 | テオ                                            | 日本劇場未公開 | 不明                                            |
| 2006 | スピーシーズNEO A for Andromeda                                       | ジョン・フレミング                              | テレビ映画 | 不明                                            |
| 2006 | マリー・アントワネット Marie-Antoinette                               | Raumont                                         | |                                                 |
| 2006 | Scenes of a Sexual Nature                                             | ノエル                                          | N/A |                                                 |
| 2007 | デイ・アフター 首都水没 Flood                                         | ザック                                          | 日本劇場未公開 |                                                 |
| 2007 | パーフェクトゲーム 究極の選択 w Delta z                               | ピエール・ジャクソン                            | 日本劇場未公開 | 不明                                            |
| 2007 | Stuart: A Life Backwards                                              | スチュアート・ショーター                        | テレビ映画 日本未公開                                                                                                   | N/A                                             |
| 2007 | The Inheritance                                                       | ダッド                                          | 短編映画 | N/A                                             |
| 2008 | Sucker Punch                                                          | Rodders                                         | | N/A                                             |
| 2008 | ロックンローラ RocknRolla                                             | ハンサム・ボブ                                  | 中谷一博 |                                                 |
| 2008 | ブロンソン Bronson                                                    | チャールズ・ブロンソン / マイケル・ピーターソン | 日本劇場未公開 | （吹替版なし）                                  |
| 2009 | ザ・エッグ 〜ロマノフの秘宝を狙え〜 Thick as Thieves                  | マイケルズ                                      | ビデオ映画 | 不明                                            |
| 2009 | 嵐が丘 Wuthering Heights                                              | ヒースクリフ                                    | テレビ映画 | （吹替版なし）                                  |
| 2010 | インセプション Inception                                              | イームス                                        | | 咲野俊介（劇場公開版） 平田広明（テレビ朝日版） |
| 2011 | ウォーリアー Warrior                                                  | トミー・コンロン                                | 日本劇場未公開 | 土田大                                          |
| 2011 | 裏切りのサーカス Tinker Tailor Soldier Spy                            | リッキー・ター                                  | | 鶴岡聡                                          |
| 2011 | Sergeant Slaughter, My Big Brother                                    | ダン                                            | 短編映画 | N/A                                             |
| 2012 | Black & White/ブラック & ホワイト This means war                      | タック・ヘンソン                                | | 鶴岡聡                                          |
| 2012 | 欲望のバージニア Lawless                                              | フォレスト・ボンデュラント                      | 宮内敦士 |                                                 |
| 2012 | ダークナイト ライジング The Dark Knight Rises                         | ベイン                                          | 山路和弘 |                                                 |
| 2013 | オン・ザ・ハイウェイ その夜、86分 Locke                               | アイヴァン・ロック                              | ロサンゼルス映画批評家協会賞 主演男優賞受賞 トロント映画批評家協会賞主演男優賞受賞                                      | 加瀬康之                                        |
| 2014 | クライム・ヒート The Drop                                             | ボブ・サギノフスキ                              | 日本劇場未公開 | 宮内敦士                                        |
| 2015 | チャイルド44 森に消えた子供たち Child 44                              | レオ・デミドフ                                  | | 宮内敦士                                        |
| 2015 | マッドマックス 怒りのデス・ロード Mad Max: Fury Road                  | マックス・ロカタンスキー                        | 第21回クリティクス・チョイス・アワード最優秀主演男優賞アクション映画部門 ロンドン映画批評家協会賞男優賞（イギリス国内） | AKIRA（劇場公開版） 宮内敦士（ザ・シネマ版）    |
| 2015 | ロンドン・ロード ある殺人に関する証言 London Road                     | マーク                                          | 日本劇場未公開 | （吹替版なし）                                  |
| 2015 | レジェンド 狂気の美学 Legend                                          | レジー・クレイ、ロン・クレイ                    | 兼製作総指揮 日本公開は2016年6月                                                                                        | 堀内賢雄（レジー） 高木渉（ロン）               |
| 2015 | レヴェナント: 蘇えりし者 The Revenant                                 | ジョン・フィッツジェラルド                      | アカデミー助演男優賞ノミネート                                                                                          | 桐本拓哉                                        |
| 2017 | ダンケルク Dunkirk                                                    | ファリア                                        | | 宮内敦士                                        |
| 2017 | スター・ウォーズ/最後のジェダイ Star Wars: The Last Jedi              | ストームトルーパー                              | カメオ出演（出演シーンカット） クレジットなし                                                                           | N/A                                             |
| 2018 | ヴェノム Venom                                                        | エディ・ブロック / ヴェノム                     | 兼製作総指揮 | 諏訪部順一（エディ） 中村獅童（ヴェノム）       |
| 2020 | カポネ Capone                                                         | フォンス / アル・カポネ                         | | 堀内賢雄                                        |
| 2021 | ヴェノム:レット・ゼア・ビー・カーネイジ Venom: Let There Be Carnage   | エディ・ブロック / ヴェノム                     | 兼脚本・製作 | 諏訪部順一（エディ） 中村獅童（ヴェノム）       |
| 2021 | スパイダーマン:ノー・ウェイ・ホーム Spider-Man:No Way Home            | エディ・ブロック / ヴェノム                     | カメオ出演 | 諏訪部順一（エディ） 中村獅童（ヴェノム）       |
| 2021 | マトリックス レザレクションズ The Matrix Resurrections                | [ 23 ]                                          | カメオ出演 | N/A                                             |
| 2023 | ザ・バイクライダーズ The Bikeriders                                   | ジョニー・デイヴィス                            | | 宮内敦士                                        |
| 2024 | ヴェノム:ザ・ラストダンス Venom: The Last Dance                       | エディ・ブロック / ヴェノム                     | 兼原案・製作 | 諏訪部順一（エディ） 中村獅童（ヴェノム）       |
| 2025 | ハボック Havoc                                                        | パトリック・ウォーカー                          | Netflixオリジナル映画 兼製作                                                                                            | 諏訪部順一                                      |
| TBA  | 77 Blackout                                                           |                                                 | プリプロダクション |                                                 |
| TBA  | Blood On Snow                                                         | フィッシャーマン                                | プリプロダクション |                                                 |

### テレビ
| 年        | 題名                                      | 役名                       | 備考                       | 吹替       |
| --------- | ----------------------------------------- | -------------------------- | -------------------------- | ---------- |
| 2001      | バンド・オブ・ブラザース Band of Brothers | ジョン・ヤノヴィック上等兵 | ミニシリーズ、計2話出演    | 川中子雅人 |
| 2014-2022 | ピーキー・ブラインダーズ Peaky Blinders   | アルフィー・ソロモンズ     | 計13話出演                 | 鶴岡聡     |
| 2017      | TABOO Taboo                               | ジェームズ・ディレイニー   | 兼製作総指揮 計8話出演     | 花輪英司   |
| 2019      | A Christmas Carol                         | N/A                        | 製作総指揮                 | N/A        |
| 2020      | All or Nothing: Tottenham Hotspur         | ナレーター                 | ドキュメンタリー           | N/A        |
| 2025      | モブランド MobLand                        | ハリー・ダ・スーザ         | Paramount+オリジナルドラマ | 加瀬康之   |
| TBA       | Lazarus                                   | ユーレク・ウォルター       | Apple TV+オリジナルドラマ  |            |